# Deutsche Eishockey-Meisterschaft 1924
Die Deutsche Eishockey-Meisterschaft 1924 war die achte Austragung dieser  Titelkämpfe. Sie fand Anfang Februar 1924 in Oberhof statt.

Spielberechtigt waren alle Amateurmannschaften des Deutschen Eislauf-Verbandes (DEV), jedoch nicht mehr als zwei  Mannschaften eines Ortes oder eines Bezirks.
Neben zwei Berliner Vertretern reiste der Bayerische Meister SC Riessersee zum Finalturnier an. Vor Ort ergaben sich jedoch Unstimmigkeiten über die Ausschreibung, Riessersee weigerte sich, gegen zwei Berliner Mannschaften anzutreten. Schließlich verzichtete der SC Charlottenburg auf die Teilnahme und absolvierte nur zwei Freundschaftsspiele gegen die übrigen Teilnehmer. Somit wurde die Deutsche Meisterschaft erneut nur in einem Spiel entschieden.
Meister wurde zum insgesamt siebten Mal der Berliner Schlittschuhclub. Der BSchC konnte sich damit für die Finalniederlage 1922 gegen den MTV München revanchieren, dessen Mannschaft war großteils im Dezember 1923 der frisch gegründeten Eishockeyabteilung des SC Riessersee beigetreten.

## Meisterschaftsspiel
| Februar 1924 | Berliner Schlittschuhclub | 6:2 (3:1, 1:0, 2:1) | SC Riessersee | Oberhof |

### Meisterkader
Berliner SC: Hermann Andresen, Walter Sachs, Alfred Steinke, Thietke, Nils Molander, Max Holsboer, Werner Krüger, Reschke, Beinke, Birger Holmqvist, Gustaf Johansson

### Weitere Spiele
In einem Freundschaftsspiel nach dem Meisterschaftsspiel (am gleichen Tag) gewann Charlottenburg gegen Riessersee mit 4:2. Einen Tag zuvor hatte der Berliner Schlittschuhclub gegen den SC Charlottenburg mit 6:5 gewonnen, wobei jedoch einige Leistungsträger des BSchC für Charlottenburg spielten, während auf Seiten des Meisters Reservespieler zum Einsatz kamen. In der Literatur werden diese Spiele gelegentlich zur Meisterschaft gezählt, wodurch dann Charlottenburg als Vizemeister ausgewiesen wird.